# シモンシエラ属
シモンシエラ属（シモンシエラぞく、Simonsiella）は真正細菌Pseudomonadota門ベータプロテオバクテリア綱ナイセリア目ナイセリア科の属の一つである。グラム陰性の非芽胞形成好気性運動性桿菌。かつてはサイトファーガ科（Caryophanaceae）やシモンシエラ科（Simonsiellaceae）に属するとされたことがあった。属名はヘルムート・シモンズに因む。GC含量は41から52。
脊椎動物の口腔内に生息し、縦にいくつかの菌が連なった状態で生活する。運動は菌体が連なったフィラメントの軸方向の滑走によって行われる。

## 下位分類（種）
シモンシエラ属は以下の種を含む(2024年8月現在)。

### IJSEMに正式承認されている種
- Simonsiella muelleri　シモンシエラ・ムエレリ

Schmid 1922 (Approved Lists 1980)

### IJSEMに未承認の種
- Simonsiella crassa　シモンシエラ・クラッサ

Schmid 1922 (Approved Lists 1980)
- Simonsiella steedae　シモンシエラ・ステエダエ

Kuhn and Gregory 1979 (Approved Lists 1980)
- "Simonsiella filiformis"　シモンシエラ・フィリフォルミス

Schmid 1922